# S/2004 S 13

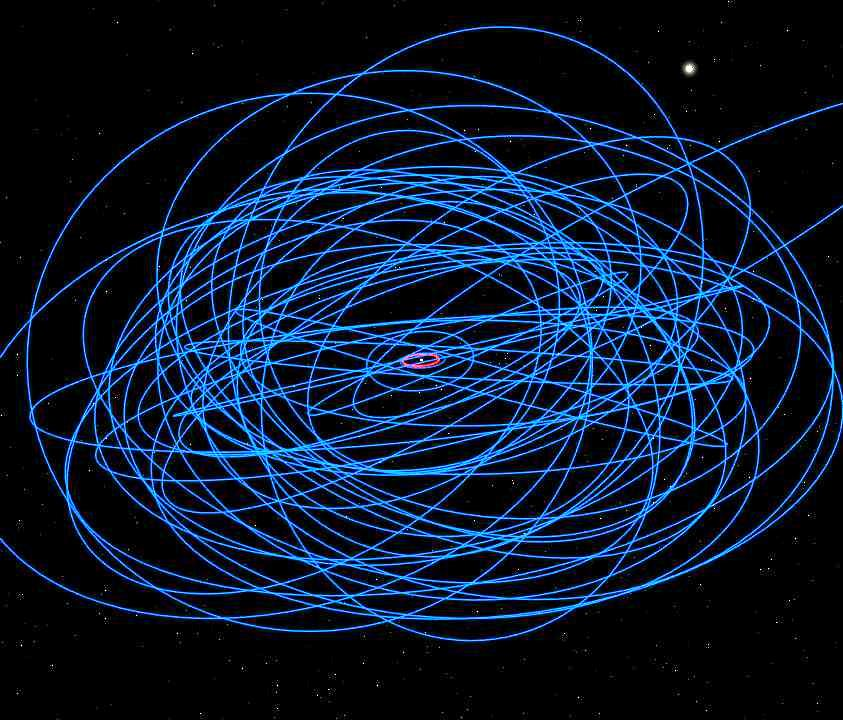
As órbitas das luas de Saturno.

S/2004 S 13 é um satélite natural de Saturno. Sua descoberta foi anunciada por Scott S. Sheppard, David C. Jewitt, Jan Kleyna, e Brian G. Marsden em 4 de maio de 2005, a partir de observações feitas entre 12 de dezembro de 2004 e 9 de março de 2005.
S/2004 S 13 tem cerca de 6 km de diâmetro, e orbita Saturno a uma distância média de 18 056 000 km em 905,848 dias, com uma inclinação de 167° com a eclíptica (143° com o equador de Saturno), em uma direção retrógrada com uma excentricidade de 0,261.